# Mike Vogel
Michael James Vogel, född 17 juli 1979 i Abington Township i Pennsylvania, är en amerikansk skådespelare och fotomodell. 
Vogel började med skådespeleri 2001, och har sedan dess medverkat i många filmer, bland annat The Texas Chainsaw Massacre, Systrar i jeans, Grind, Ryktet går och Poseidon.

## Biografi
Vogel föddes i Abington, Pennsylvania men växte upp i Warminster, Pennsylvania. Både hans farfar och morfar stred i andra världskriget. Vogel har två yngre syskon: En bror, Daniel Aaron, och en syster, Kirstin. Mike gick på William Tennent High School, samma high school som Brian Baker och boxaren Kermit Cintron. Han är gift med Courtney, en fotomodell, och har 2 döttrar och en son tillsammans, Cassy Renee Vogel (2007), Charlee B. Vogel (2009) och Gabriel James Vogel (2013).

### Karriär
Vogel inledde sin karriär med att vara modell för Levi's och Kohl's. Han började tidigt spela i TV-serien Freaky Finnertys, som spelades in mellan 2001 och 2004. Hans första filmroll var i skateboardfilmen, Grind, vilken släpptes den 15 augusti 2003. Vogels nästa film var Wuthering Heights, som hade premiär på MTV en månad efter "Grind" släppts. Den sista filmen som Mike medverkade i under 2003 var en nyinspelning av "Motorsågsmassakern", den släpptes i oktober 2003.
Efter att Freaky Finnertys avslutats år 2005, medverkade han i fyra filmer; Först spelade han Eric Richman, den romantiske killen som Blake Livelys rollfigur var intresserad av, i filmen Systrar i jeans. Filmen släpptes i juni 2005. Hans nästa film var Supercross som släpptes i augusti 2005. Havoc släpptes i november 2005, men spelades in under 2003. I filmen spelar han mot bland andra, Anne Hathaway. Hans sista filmroll 2005 var i samband med Ryktet går med Jennifer Aniston, där spelade han rollen som son till Kevin Costners rollfigur. 
2006 medverkade han i Poseidon, en nyinspelning av filmen SOS Poseidon från 1972, där han spelar Emmy Rossums make. Under 2006 medverkade han även i den romantiska komedin Caffeine samt i Open Graves som spelades in i Spanien under oktober och november 2006, och släpptes i september 2009. Han hade även en roll i Cloverfield under 2008, där han spelar Jessica Lucas pojkvän, Jason Hawkins.
2009 medverkade han i thrillern Across The Hall där han spelar mot Brittany Murphy och Danny Pino. 2010 fick han en roll i den romantiska komedin She's Out Of My League, samt Blue Valentine, Heaven's Rain och TV-serien Miami Medical. 2011 medverkade han i komedin What's Your Number? och The Help, där han spelar Johnny Foote. Under 2011 fick han även en roll som kaptenen Dean Lowrey i ABC:s Pan Am.
BuddyTV röstade fram Mike som #96 på deras lista "TV's Sexiest Men of 2011".
Under 2012 medverkade han i Howard Goldbergs komedi Jake Squared där han spelar mot bland andra Elias Koteas, Virginia Madsen och Jane Seymour. Filmen släpptes dock inte förrän sommaren 2014. 2013 deltog han i de 6 första avsnitten av A&E:s serie Bates Motel, McCanick och som huvudrollen i science fiction-serien Under The Dome där han spelar Dale "Barbie" Barbara. Serien är baserad på Stephen Kings roman från 2009. Serien sändes i tre säsonger och avslutades i september 2015.
2014 fick han en roll i Hallmark Hall Of Fames romantiska TV-film In My Dreams, där han spelar mot bland andra Katharine McPhee och JoBeth Williams.
Under hösten 2014 avslöjade Mike och hans goda vän, regissören Ryan Smith, att de hade ett pågående projekt som de valt att kalla Reverse. Det var från början tänkt att Mike skulle spela huvudrollen, men i november blev han erbjuden att spela huvudrollen i den nya SyFy thriller mini-serien Childhoods End och därmed skiftade han från huvudroll till exekutiv producent.

## Filmografi (urval)
- 2001-2004 - Freaky Finnertys (TV-serie, 15 episoder)
- 2003 – Grind
- 2003 – Wuthering Heights (TV-film)
- 2003 – The Texas Chainsaw Massacre
- 2005 – Supercross
- 2005 – Systrar i jeans
- 2005 – Kaos
- 2005 – Ryktet går
- 2006 – Poseidon
- 2006 – Caffeine
- 2007 – The Deaths of Ian Stone
- 2008 – Cloverfield
- 2009 – Open Graves
- 2010 – I min vildaste fantasi
- 2010 – Heaven's Rain
- 2011 – Pan Am (TV-serie)
- 2011 – What's your number
- 2011 – The help
- 2012 – Jake Squared
- 2013 – Bates Motel (TV-serie)
- 2013 – Under the Dome (TV-serie)
- 2013 – McCanick
- 2014 – In my dreams
- 2015 – The boy
- 2015 – Childhood's End (Mini-serie)